# نقطه‌ای درون دایره

نماد شمسی

نقطه‌ای درون دایره (انگلیسی: circumpunct) نمادی باستانی است که می‌تواند در معانی زیر به‌کار رود:
منظومهٔ شمسی
- نماد شمسی برای اشاره به خورشید
- خورشید / طلا (نمادهای کیمیاگری)
- خورشید / رع (هیروگلیف مصری)
- خورشید / روز (نوشتار کهن چینی، حرف امروزی آن 日 است)

دین و فلسفه
- کتر (کابالا) (کابالا)
- روح در (Ojibwa)
- یگانه‌انگاری

زبان و زبان‌شناسی

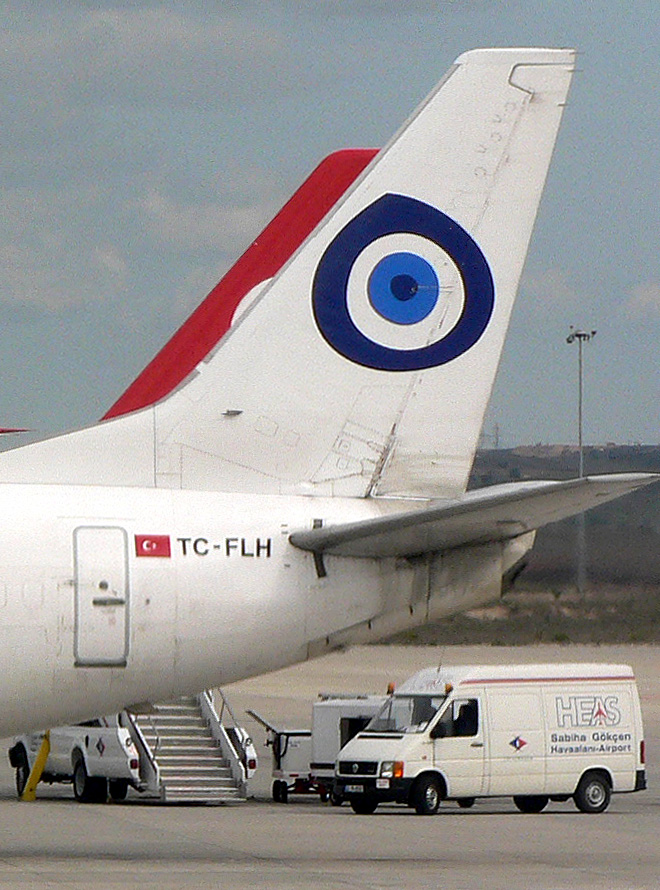
نماد نظرقربانی روی دم یک هواپیما

- کلیک‌های بیلابیالی ʘ (الفبای آوانگاری بین‌المللی)
- حرف  𐍈  (الفبای گوتیک) (یونیکد)
- حرفی در زبان‌های بربری ⵙ (الفبای تیفیناگ) (یونیکد)
- تا 𑀣 (خط براهمی) (یونیکد)
- چشم
- چشم ماهی ◉
- عملگر نقطهٔ دایره‌ای ⊙ (به دروازه نقیض یای انحصاری اشاره دارد.
- نماد دکمه رادیویی انتخاب شده

کاربردهای دیگر
- نظرقربانی برای محافظت در برابر چشم‌زخم
- مرکز فشار
- در موسیقی نماد منسورال برای فاصلهٔ ۹/۸  𝇇
- تمبر منسوخ یا استفاده شده (تمبرشناسی)
- نشان تجاری تارگت
- نماد نرینگی یا جهان هستی در فراماسونری[۱]
- مرکز شهر (تابلوهای رانندگی اروپا)
- آخر مسیر، با خانه بازگردید. (پیشاهنگی)
- در هندسه نمادی برای دایره است
- در فیزیک برای نمایش بردار به سمت عمود بر صفحهٔ نمایش به کار می‌رود